# Sierra Almeida
Sierra Almeida är en bergskedja i Chile.   Den ligger i regionen Región de Antofagasta, i den norra delen av landet, 1 000 km norr om huvudstaden Santiago de Chile.
Trakten runt Sierra Almeida är ofruktbar med lite eller ingen växtlighet. Runt Sierra Almeida är det glesbefolkat, med 12 invånare per kvadratkilometer.